# Islandmuschel
Die Islandmuschel (Arctica islandica) ist eine von den Küsten Nordamerikas bis zur Ostsee verbreitete heterodonte Muschel aus der Ordnung der Venerida. Sie ist die einzige rezente Art der Gattung Arctica Schumacher, 1817. Die Gattung Arctica ist wiederum die einzige rezente Gattung der Familie Islandmuscheln (Arcticidae Newton, 1891). Sie gehört zu den Tieren mit der längsten Lebenserwartung und kann mehrere Jahrhunderte alt werden.

## Merkmale
Die gleichklappigen, mäßig aufgeblähten (dicken) Gehäuse werden bis zu 130 mm lang. Kleine und mittelgroße Gehäuse sind eiförmig, adulte Gehäuse sind am vorderen und hinteren Ende etwas verlängert. Die Gehäuse sind etwas ungleichseitig, die prominenten, prosogyren Wirbel stehen etwas vor der Mitte der Gehäuselänge. Eine Lunula ist nicht vorhanden. Das große, dunkelbraune, leicht gebogene Ligament liegt extern hinter den Wirbeln. Es sitzt auf einer gut entwickelten Nymphe und erstreckt sich über die Hälfte des hinteren Dorsalrandes. Das Schloss ist ziemlich massiv entwickelt. Die rechte Klappe besitzt drei kräftige Kardinalzähne und einen hinteren Lateralzahn hinter dem Ligament. Vor dem vorderen Kardinalzahn ist eine Grube ausgebildet, die von unregelmäßigen Noppen und Rippen begrenzt wird. Die linke Klappe weist ebenfalls drei Kardinalzähne auf. Der vordere Kardinalzahn ist allerdings nur ein kleiner Höcker, der hintere Kardinalzahn ist eine schmale Lamelle. Es ist ein hinterer Lateralzahn entwickelt, und vor den vorderen Kardinalzahn sind nur unregelmäßige Einkerbungen vorhanden. Der vordere und hintere Schließmuskel ist etwa gleich groß. Die Mantellinie ist nicht eingebuchtet. Der Weichkörper ist cremefarben. Die Tiere haben keine Siphonen. Dafür bildet der Mantel zwei kurze tubenförmige Röhren als Ein- und Ausströmöffnungen, deren Ein- bzw. Ausgänge mit dünnen Tentakeln umgeben sind.
Die weißlich bis hellgraubraune Schale ist sehr fest und schwer. Die Ornamentierung besteht bei den adulten Gehäusen aus feinen konzentrischen Wülsten und etwas gröberen Kämmen. Bei juvenilen Gehäusen sind die Wülste in regelmäßigen Abständen angeordnet. Der innere Gehäuserand ist glatt. Das Periostracum ist bei juvenilen Gehäusen strohgelb, wird aber mit zunehmendem Alter dunkler bis zu dunkelbraun und schließlich schwarz.
Rechte und linke Klappe des gleichen Tieres:

Rechte Klappe
Linke Klappe

## Geographische Verbreitung und Lebensraum
Das Verbreitungsgebiet erstreckt sich von der Arktis an Ost- und Westküste des Nordatlantiks nach Süden. An der Ostküste Nordamerikas reicht es bis Cape Hatteras. Im Ostatlantik erstreckt die Verbreitung sich bis in die Biskaya und die Ría de Vigo in Nordwestspanien. Sie lebt auf schlickigen, sandigen oder auch kiesigen Böden vom Gezeitenbereich bis zu 482 Meter Wassertiefe. In der Nordsee lebt sie meist unterhalb von 40 Meter Wassertiefe. In der Ostsee toleriert sie noch Salzgehalte von 11 bis 14 ‰ und kommt noch bis etwa Bornholm vor. In der Ostsee kommt sie von etwa 11 bis 40 Meter Wassertiefe vor. Die Muschelart bevorzugt, wie nach dem Verbreitungsgebiet zu schließen ist, kühleres Wasser.

## Lebensweise
Die Muschel lebt meist in dichten Ansammlungen einige Zentimeter tief eingegraben im Sediment. Allerdings kommt sie alle paar Tage an die Sedimentoberfläche, um Sauerstoff zu „tanken“, bevor sie sich wieder eingräbt. Sie kann sich mit Hilfe ihres großen und kräftigen Fußes sehr rasch eingraben. Eine erwachsene Muschel filtriert in einer Stunde bis zu sieben Liter Wasser.
Die Islandmuschel ist getrenntgeschlechtlich. Vor Nova Scotia erreichten Männchen mit etwa 13 Jahren die Geschlechtsreife, Weibchen mit 12,5 Jahren geringfügig früher. In anderen Regionen kann die Geschlechtsreife dagegen schon mit 9,3 Jahren bzw. als bisheriges Minimum 7 Jahren erreicht sein. Die Eier haben einen Durchmesser von 80 bis 95 µm. Die Geschlechtsprodukte werden von Mai bis November ins freie Wasser abgegeben, dort erfolgt auch die Befruchtung. Die Larvalphase dauert je nach Wassertemperatur etwa 32 bis 55 Tage. Die Larven sind planktotroph. Zuerst wird eine Trochophora-Larve gebildet, die sich weiter in eine Veliger-Larve entwickelt. Schließlich folgt noch das sog. Pediveliger-Stadium, mit der die Larve zum Bodenleben und zur Metamorphose (Zoologie) übergeht. Bei Laboruntersuchungen wurde festgestellt, dass sich die Larven bei einer Temperaturen zwischen 1 °C und 20 °C entwickeln können. Optimal sind dabei 13 °C bis 15 °C. Bei der Untergrenze von 1 °C ist die Entwicklung jedoch sehr stark verlangsamt. Auch für erwachsene Muscheln darf die Wassertemperatur 21 °C nicht überschreiten. Optimal scheint für diese – nach Laboruntersuchungen – ein Temperaturbereich von 6 °C bis 16 °C zu sein.

## Altersbestimmung
Die Untersuchung der Zuwachsstreifen auf den Schalen der Islandmuschel lässt eine Altersbestimmung zu. Dabei wurde bei einigen Muscheln ein Alter von mehreren hundert Jahren festgestellt. Das Potenzial der Islandmuschel für Paläoklimaanalysen ist bereits in den 1990er Jahren erstmals aufgezeigt worden. Es scheint nicht unwahrscheinlich, dass sehr alte Exemplare dieser Art gefunden werden, deren Zuwachszeitreihen sich wie in der Dendrochronologie zu Chronologien verknüpfen lassen, die Zeiträume von Jahrhunderten bis Jahrtausenden umspannen und über Klimaschwankungen der Vergangenheit – jährlich bis saisonal aufgelöst – informieren.

### Älteste Muschel
Ein Forscherteam der britischen Bangor University's School of Ocean Sciences sammelte im Jahr 2006 etwa 6000 Exemplare nördlich von Island, darunter auch lebende, die für spätere Auswertungen eingefroren wurden. Im Oktober 2007 wurde eine dieser beim Fang noch lebenden Muscheln bei einer ersten Zählung auf ein Alter von 405 Jahren datiert. In der Annahme, dass dies ein neuer Rekord sei, wurde eine Pressemitteilung dazu veröffentlicht. Die Sunday Times behauptete in ihrer Berichterstattung darüber fälschlicherweise, die Wissenschaftler hätten der Muschel den Namen Ming gegeben, wodurch sie unter diesem Namen größere Bekanntheit erreichte und auch so im Guinness-Buch der Rekorde eingetragen wurde. Bei einer späteren Überprüfung stellte sich die erste Zählung ebenfalls als falsch heraus, und das erreichte Alter wird inzwischen mit 507 Jahren angegeben. Diese Muschel ist damit älter als jenes Exemplar, das von US-Forschern 1982 vor der amerikanischen Küste geborgen wurde. Eine weitere ebenfalls 507 Jahre alte Muschel entdeckten deutsche Forscher im Jahr 2013.
Chris Richardson, Professor an der Bangor University, vermutet, dass sämtliche Zellen sich in einem idealen Tempo erneuerten. Es gibt jedoch wesentlich älter werdende Tierarten; siehe etwa Anoxycalyx joubini, eine Art aus der Klasse der Glasschwämme. Dennoch gilt die Islandmuschel nach jetzigem Forschungsstand als das multizelluläre, eukaryotische, nicht kolonial existierende Tier mit der höchsten Lebenserwartung.

### Klimaarchiv
Zuvor hatte bereits im Jahre 2005 eine internationale Forschergruppe unter deutscher Federführung ein 374 Jahre altes Exemplar vorgestellt, isotopengeochemisch untersucht und deren Bedeutung für Paläoklima-Analysen bestätigt. Das Forscherteam um Prof. Schöne (Universität Mainz) hat die praktische Anwendung des Klimaarchivs Islandmuschel in verschiedenen Arbeiten aufgezeigt. So wurde u. a. ein Zusammenhang zwischen jährlichem Zuwachs und der Nordatlantischen Oszillation (NAO) festgestellt. Ferner wurde aufgezeigt, dass die Wassertemperaturen der Nordsee in den vergangenen 120 Jahren (1880–2001) durchschnittlich um ca. 1 °C gestiegen sind, die globale Klimaänderung also auch hier nicht Halt gemacht hat. Die Erwärmung des Oberflächenwassers (oberhalb der Thermokline) lag dabei um den Faktor vier über dem des Tiefenwassers. Außerdem wurde ein deutlich beschleunigter Anstieg der Temperaturen seit ca. 1960 beobachtet.

## Nahrungsmittel
In Island, den USA und Kanada gilt die bis zu 12 cm große Muschel als Delikatesse. In Europa spielt sie in der Fischereiwirtschaft keine Rolle, da sie nach OSPAR als gefährdet gilt und daher unter Schutz steht.

## Taxonomie
Der Erstbeschreiber Carl von Linné nannte sie in der 12. Ausgabe seiner Systema Naturae 1767 Venus islandica. Schumacher stellte für diese Art die Gattung Arctica auf. Dies war jedoch meist übersehen worden, denn Lamarck hatte nur ein Jahr später 1818 für die Art die Gattung Cyprina aufgestellt. In der späteren Literatur ist sie daher meist als Cyprina islandica zu finden. Sie ist die einzige rezente Art der Gattung Arctica, die wiederum die einzige Gattung der Familie Arcticidae ist. Arctica ist aber keine monotypische Gattung, da sie noch einige fossile Arten beinhaltet. Auch der Familie Arcticidae wurden zahlreich ausschließlich fossile Gattung zugeordnet.

## Belege

### Online
- Marine Bivalve Shells of the British Isles: Arctica islandica (Linnaeus, 1767) (Website des National Museum Wales, Department of Natural Sciences, Cardiff)